# Provincia de Tiaret
La Provincia de Tiaret (en árabe: ولاية تيارت) es una provincia (valiato) de Argelia. La principal ciudad y capital es Tiaret.

## Municipios con población en abril de 2008
- Aïn Bouchekif 15,022
- Aïn Deheb 28,595
- Aïn El Hadid 15,482
- Aïn Kermes 17,541
- Aïn Zarit 8,139
- Bougara 7,047
- Chehaima 8,181
- Dahmouni 20,380
- Djebilet Rosfa 4,930
- Djillali Ben Amar 5,443
- Faidja 6,794
- Frenda 54,162
- Guertoufa 6,658
- Hamadia 16,463
- Ksar Chellala 52,753
- Madna 2,935
- Mahdia 33,082
- Mechraa Safa 16,077
- Medrissa 15,293
- Medroussa 11,428
- Meghila 3,062
- Mellakou 13,107
- Nadorah 7,559
- Naima 7,569
- Oued Lilli 12,574
- Rahouia 24,983
- Rechaiga 19,830
- Sebaïne 10,763
- Sebt 1,569
- Serghine 5,316
- Si Abdelghani 9,273
- Sidi Abderrahmane 8,350
- Sidi Ali Mellal 7,193
- Sidi Bakhti 7,247
- Sidi Hosni 8,325
- Sougueur 78,956
- Tagdemt 4,543
- Takhemaret 34,124
- Tiaret 201,263
- Tidda 3,669
- Tousnina 12,421
- Zmalet El Emir Abdelkader 18,722

## Territorio y población
Tiene una superficie de 20.673 km², que en términos de extensión es similar a la de El Salvador. La población de la provincia de Tiaret es de 846.823 personas (cifras del censo del año 2008). La densidad poblacional es de 40,7 habitantes por kilómetro cuadrado. la ciudad «Tahert» o «Tihert» tuvo forma administrativa bajo la dinastía de los rustamíes, encabezada por Abdel Rahman Ibn Rustam. Muy cerca de la capital de los rustamíes (Tiaret), se encuentra Lejdar, (les Djedars), donde el ilustrado Abdel Rahman Ibn Jaldún (1332-1406) un erudito, maestro, consejero político y activista en el norte de África y el sur de Europa a fines del siglo XIV, escribió gran parte de su obra majestuosa Al-Muqaddima («Prolegómenos») centrada en los aspectos generales de las estructuras sociales, y cómo estas se desarrollan en la historia. Es una de las referencias en ciencias sociales hasta nuestros días.
Su equipo de fútbol JSMT (Jeunesse Sportif Musulmanes de Tiaret) Juventud Depostiva Musulmana de Tiaret, juega en la segunda división del país. Actualmente, tiene censados más de 400 lugares de interés cultural, muchos de ellos reconocidos por la Unesco como la cueva de Ibn Jaldún, smala Emir Abd al-Qádir, las ruinas romanas de Tegdemt y de Jerba), etc.

## División administrativa
La provincia está dividida en 14 dairas (distritos), que a su vez se dividen en 42 comunas (ciudades).